# Darginer
Darginer räknas som en av titulär-nationaliteterna i den ryska delrepubliken Dagestan, i Kaukasus.  De är sunnimuslimer till religionen. Deras språk tillhör den nordöstkaukasiska språkgruppen, det är besläktat med avariskan, lezginskan och längre håll tjetjenskan. 